# سفينة ألور أوف ذي سيز
أس أس أس ألور أوف ذي سيز (بالإنجليزية: Allure of the Seas) وهي أكبر سفينة سياحيةحربية في العالم بواقع 2015 . يبلغ طولها 360 متر وتستطيع حمل 6300 من السياح وعليها أكثر من 2700 غرفة موزعة على 16 طابق، ويعمل عليها 2100 من العاملين. تكلفت السفينة 1,2 مليار دولار وتعمل منذ 29 نوفمبر 2010، وتمتلها شركة الملاحة الأمريكية «رويال كاريبيان إنترناسيونال», هي تحمل علم باهاما.
معنى اسم السفينة «إغراء البحر» وهي ثاني سفينة تبنى من «تصنيف وازيز». تبلغ مقاييسها 225.282 BRZ (متر مكعب).

## تاريخها

### بناؤها وتسليمها
في 31 مارس2007 تعاقدت الشركة الأمريكية «رويال كاريبيان كروزيس ليمتد» عقدا مع شركة صناعة السفن الفنلندية «أنكر ياردز» (أصبحت STX Europe Cruise منذ خريف عام 2008) لبناء تاني سفينة من تصنيف وازيس.
بدأ وضع الأرينة (العارضة الرئيسية لقاع السفينة) في يوم 12 مارس 2008 في مصنع السفن في توركو. ولكن السفينة ألور أوف ذي سيز تختلف عن التصنيف وازيس من عدة وجهات. ففيها ينزاح مكان قوارب النجاة إلى الخلف بغرض عدم تعرضها للتهشم من موجات شديدة في حالة سوء الأحوال الجوية.
ثم تم ملء الحوض الجاف في 20 نوفمبر 2009 . وكانت السفينة في هذا الوقت قد تم بنائها بنسبة 60%.
بعد الانتهاء من بناء السفينة في سبتمبر 2010 بدأت رحلتها التجريبية في بحر البلطيق. وقد سلمت إلى الشركة المالكة في نفس يوم تسليم أختها السفينة «وازيس لإوف ذي سيز» التي سلمت قبلها يسنة كاملة؛ سلمت ألور أوف ذي سيز في 28 أكتوبر 2010، قبل موعد التسليم المتعاقد علية بأسبوعين. ونظرا لعدم وجود تعاقدات جديدة فقد اضطرت الشركة لإعلاق المصنع لعدة أشهر.

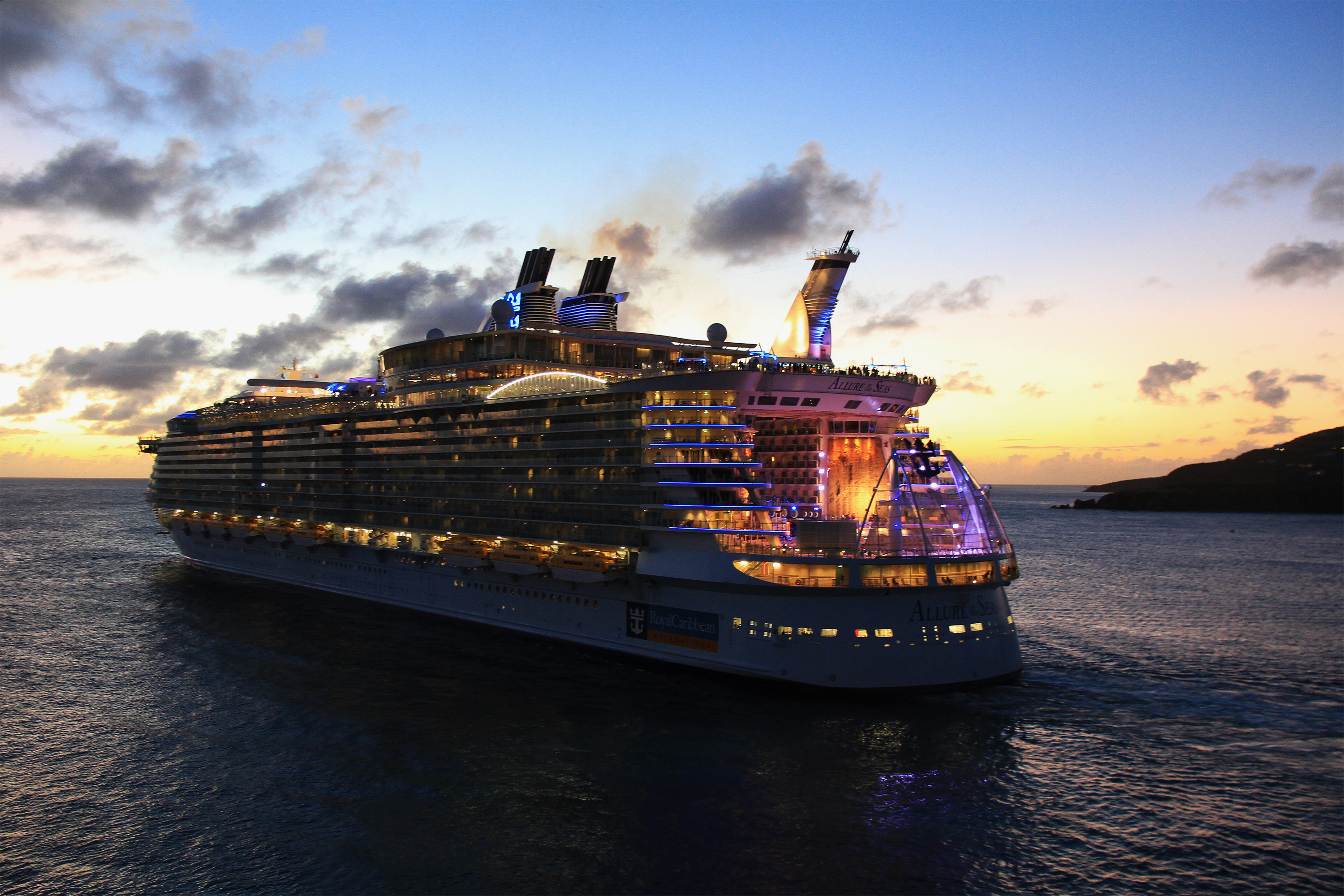
بالقرب من سنت مارتن

بعد مغادرة «السفينة ألور اوف ذي سيز» المصنع في 29 أكتوبر 2010 عبرت في يوم 30 أكتوبر 2010 من أسفل جسر ستوربيلت البحر عند الدانمارك. وعلى الرغم من تنزيل مداخنها وخفض سرعتها إلى أقل من 24 عقدة (نحو 44 كيلومتر في الساعة) من أجل استغلال تأثير سكوات (خفض السفينة في الماء) فلم يكن الفرق بين قمتها والجسر سوى 30 سنتيمتر.

وعبرت المحيط الأطلسي من الشمال وصلت السفينة مينائها في بورت إفرجلادس في 12 نوفمبر 2010.
وهناك تم تدشين السفينة في 29 نوفمبر 2010 في احتفال في البحر لغرض تبرعي. وقد حجزت غرف السفينة خلال ذلك الاحتفال لعدد كبير من الممولين والمتبرعين. وحضر تدشين السفينة 3500 من الزائرين وتم الاحتفال في مسرح السفينة الكبير.

### تشغيلها
كانت أول رحلة بحرية تقوم بها ألور أوف ذي سيز في ديسمبر 2010 إلى شبه جزيرة لابادي في شمال هايتي. من خمسة أيام للرحلة بقيت السفينة خلالها يومين في البحر. ثم بدأ تشغيلها في السياحة البحرية بين «كوزوميل» و «كوستا مايا» بالمكسيك، وكذلك في البحر الكاريبي بين «نيساو»،البهاما، وميناء شارلوت أمالي، وسنت مارتن.

## اقرأ أيضا
- سفينة بريزيوسا
- عايدة (سفن سياحية)
- سفينة بحوث (زونه)
- سفينة سياحية سيليستيال كريستال